# 烏赫爾堡

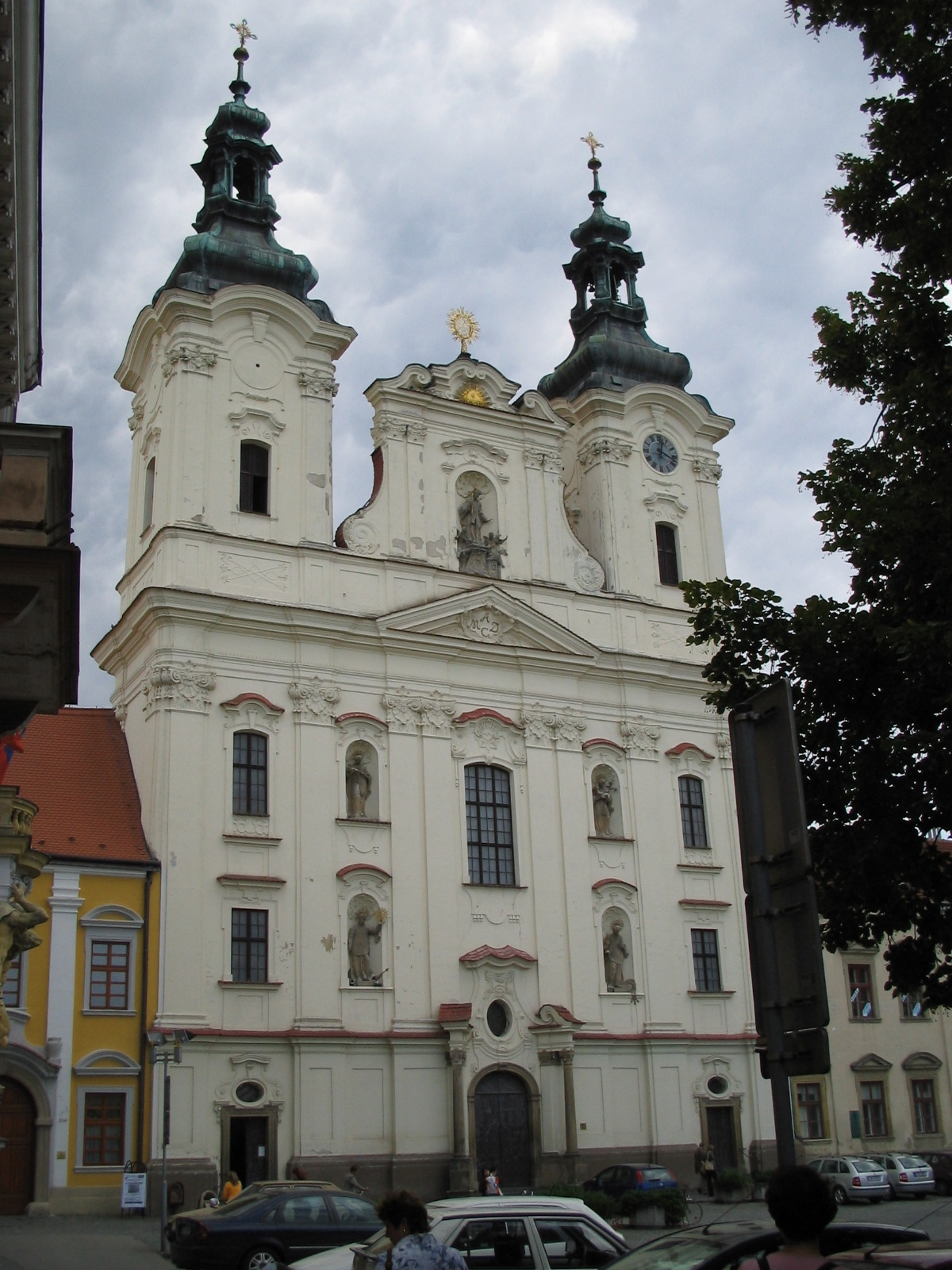

烏赫爾堡（捷克語發音：[ˈuɦɛrskɛː ˈɦraɟɪʃcɛ]）是捷克的城鎮，位於該國東南部，由茲林州負責管轄，始建於1257年10月15日，面積21.26平方公里，海拔高度179米，該地區自石器時代有人類居住，2012年人口25,454。

## 外部連結
- Official pages